# Hic sunt dracones

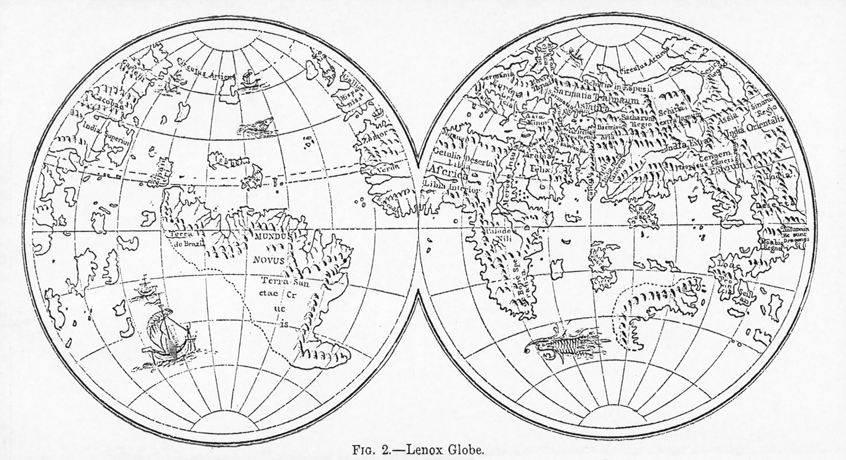
Kartenbild des Hunt-Lenox Globus, ganz rechts, direkt unter dem Äquator, steht hic sunt dracones

Hic sunt dracones (in Inschriften HC SVNT DRACONES) ist eine lateinische Textphrase, die auf Deutsch „Hier sind Drachen“ bedeutet, was wiederum auf gefährliche oder unerforschte Gebiete auf alten Seekarten hinweist.

## Verwendung

### Historische Bedeutung
Frühe Weltkarten illustrierten den Raum jenseits der bekannten Welt häufig mit Fabeltieren wie Seeschlangen und Seemonstern. Auf dem Hunt-Lenox Globus, der zu den ältesten noch erhaltenen Globen gehört und in die Zeit der Jahre 1503 bis 1510 datiert wird, befindet sich die Inschrift HC SVNT DRACONES auf dem Gebiet des östlichen Asien unterhalb des Äquators. Obwohl dies die einzige bekannte Verwendung der Formulierung auf einer historischen Karte ist, hat der Ausdruck auf Latein sowie in der englischen Übersetzung here be dragons in der anglophonen Welt seit dem 20. Jahrhundert sprichwörtliche Bedeutung erlangt. Er dient als Warnung vor einem unerschlossenen und gefährlichen Gebiet.

### Technologie, Wissenschaft und Wirtschaft
Im Quellcode von Anwendungen wird die Phrase häufig als Kommentar eingefügt, um andere Entwickler vor schlecht geschriebenem Code oder unübersichtlichen Abschnitten zu warnen. In der Finanzwelt wird im Jargon der Risikomanager mit “T.B.D.” (there be dragons) auf Risiken gedeutet, die nicht absehbar sind. Der Chaos Computer Club hatte für den 26. Chaos Communication Congress (2009) here be dragons zum Kongressmotto erhoben. Olle Häggström benannte eine 2016 erschienene Monographie über existentielle Risiken und Transhumanismus nach der englischen Übersetzung der Phrase. OpenStreetMap benennt seine Server nach fiktionalen Drachen.

### Popkultur
Zahlreiche Referenzen finden sich auch in der Popkultur: Im englischen Original der Serie Raumschiff Enterprise – Das nächste Jahrhundert in Folge 28 Illusion oder Wirklichkeit? kommentiert Captain Picard das kommende Unbekannte mit: „Beyond this place there be dragons“. Zudem ist in dem Videospiel Divinity 2: Ego Draconis ein Pergament auffindbar, welches die Schrift „Hic sunt Dracones“ trägt, und in dem Videospiel Eternal Darkness: Sanity’s Requiem ist ein Schriftstück mit den Worten „Hic sunt dracones“ auffindbar. Auch in der BBC-Serie Sherlock wird die Formulierung verwendet: Gegenüber seinem Bruder, den er als Drachentöter bezeichnet, begründet Mycroft Holmes seine Aussage, Sherlock wäre in England von größerem Nutzen als auf einer potenziell tödlichen Geheimdienstmission in Osteuropa, mit „Here be dragons“. In der von Amazon Prime übernommenen Syfy-Serie „The Expanse“ lautet die elfte Episode der zweiten Staffel: „Here There be Dragons“. Im Videospiel The Witcher 3: Wild Hunt wird die Phrase ebenfalls benutzt, um Randgebiete der Open World anzuzeigen, in die die titelgebende Spielfigur nicht vordringen kann. Dort hat die Formulierung zudem eine spielinterne ironische Bedeutung, da der Witcher zwar Monster jagt, aber keine Drachen. Häufig werden andere Monster zunächst als „Drachen“ vorgestellt, was sich dann jedes Mal als falsch herausstellt. Auch im Videospiel Civilization VI taucht die Textphrase auf. In gewissen Zeitaltern kann diese als Widmung gewählt werden, wodurch der Spieler Siegpunkte und weitere Boni beim Entdecken und Besiedeln neuer Kontinente erhält.

## Verwandte Redewendungen
Vergleichbar ist die Bedeutung „Hic sunt leones“. Diese Variante wird der doppelten Bedeutung wegen in Umberto Ecos Der Name der Rose von William von Baskerville zitiert, als er das „finis africae“ („Ende von Afrika“) findet.